# Blaqk Audio

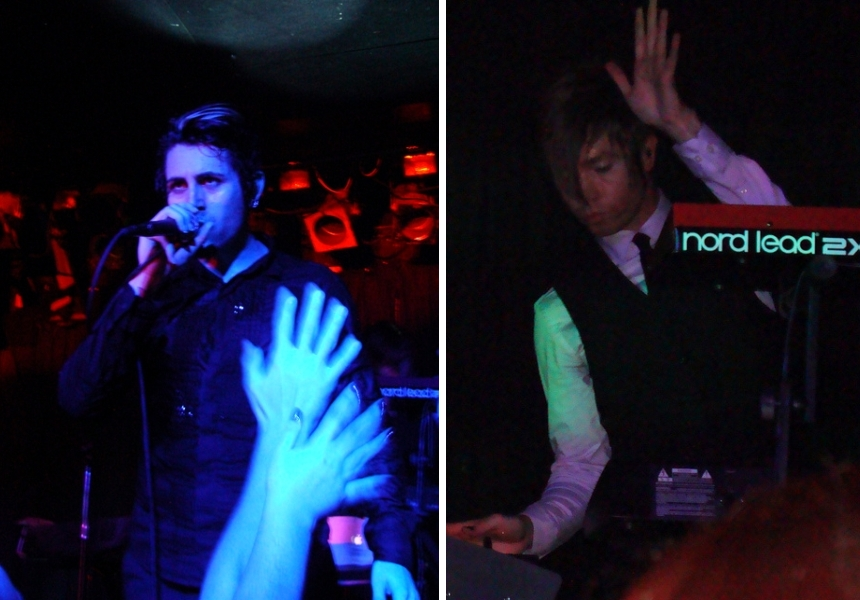
Blaqk Audio

Blaqk Audio är ett amerikanskt band som spelar elektronisk musik. Medlemmar i bandet är Davey Havok och Jade Puget. Debutalbumet heter CexCells och släpptes 14 augusti 2007. De har också släppt en singel, "Stiff Kittens".